# Pneumatologie

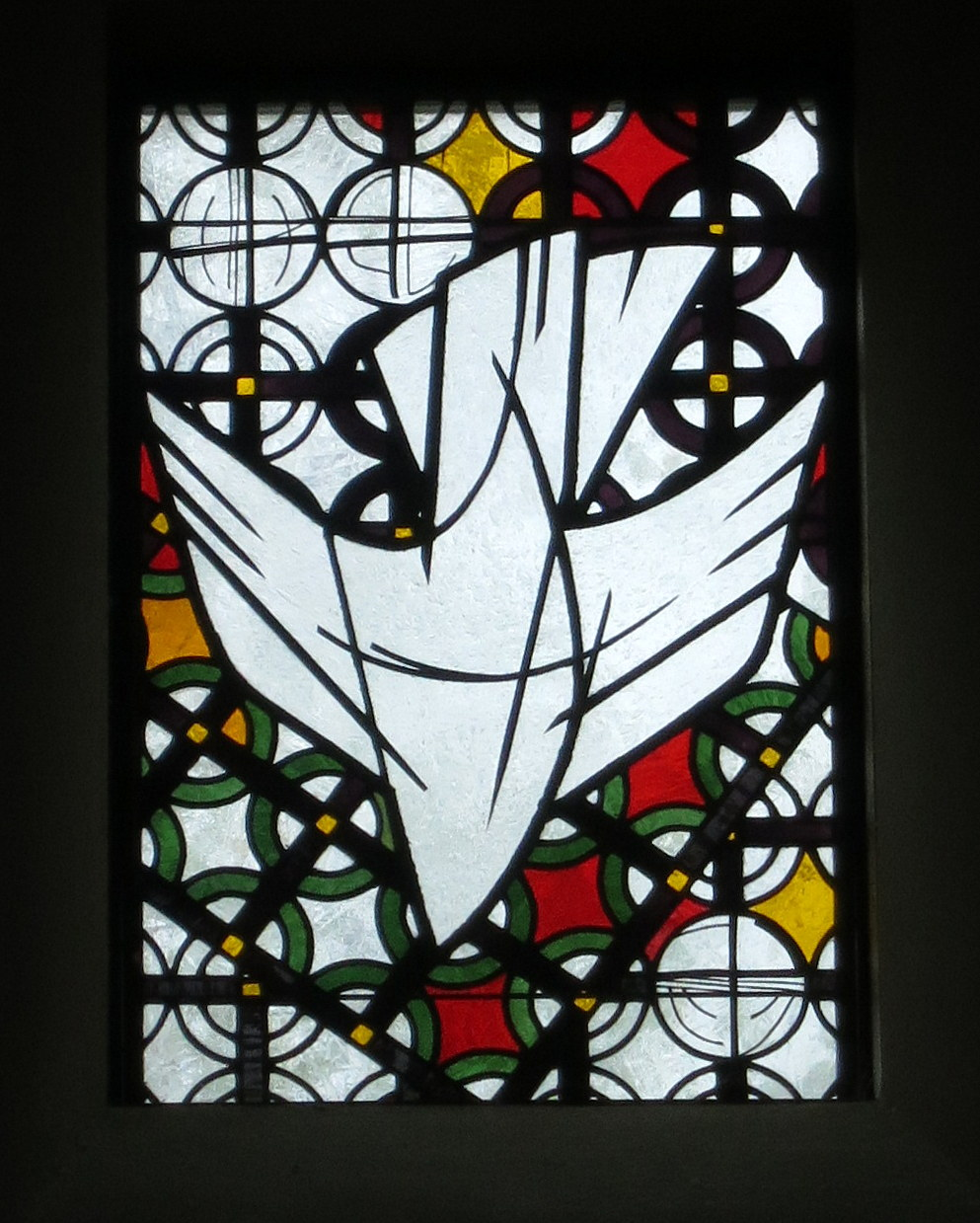
Der Heilige Geist und seine Rolle in der christlichen Glaubenslehre, das reflektiert die Pneumatologie

Pneumatologie (griechisch πνεῦμα pneûma ‚Hauch, Atem‘ und λόγος lógos ‚Rede, Sinn‘) bezeichnet innerhalb der Dogmatik der Christlichen Theologie die Lehre vom und die Reflexion über den Heiligen Geist, die dritte Person der Trinität. Daneben wird mit dem Begriff auch die Lehre von Geistwesen im Spiritismus bezeichnet. Als Bezeichnung für einen speziellen Teil der Metaphysik (auf Wikipedia von Pneumatik abgegrenzt) wurde er von J.-H. Alsted erstmals eingeführt, 1785 als Geisteswissenschaft übersetzt.

## Pneumatologie in der Bibel
Im Blick auf die Bibel wird vor allem über die alttestamentliche, die johanneische und die paulinische Pneumatologie gesprochen. In der johanneischen Pneumatologie sticht besonders die Anschauung vom Parakleten hervor.

## Pneumatologie in der Alten Kirche
Grundlage für die Pneumatologie ist unter anderem der dritte und letzte Teil des Apostolischen Glaubensbekenntnisses. Dieser Bekenntnistext der Alten Kirche stammt aus dem 5. nachchristlichen Jahrhundert. Der dritte Artikel hat dabei folgenden Wortlaut:
| Lateinisch | Deutsch (ökumenische Fassung) |
| --- | --- |
| Credo in Spiritum Sanctum, sanctam Ecclesiam catholicam, Sanctorum communionem, remissionem peccatorum, carnis resurrectionem, vitam aeternam. Amen. Textfassung aus dem Missale Romanum von 1970. | Ich glaube an den Heiligen Geist, die heilige katholische (christliche/allgemeine) Kirche, Gemeinschaft der Heiligen, Vergebung der Sünden, Auferstehung der Toten und das ewige Leben. Amen. Übersetzung, die am 15./16. Dezember 1970 von der Arbeitsgemeinschaft für liturgische Texte der Kirchen des deutschen Sprachgebietes verabschiedet wurde. |

### Der Glaube an den Heiligen Geist

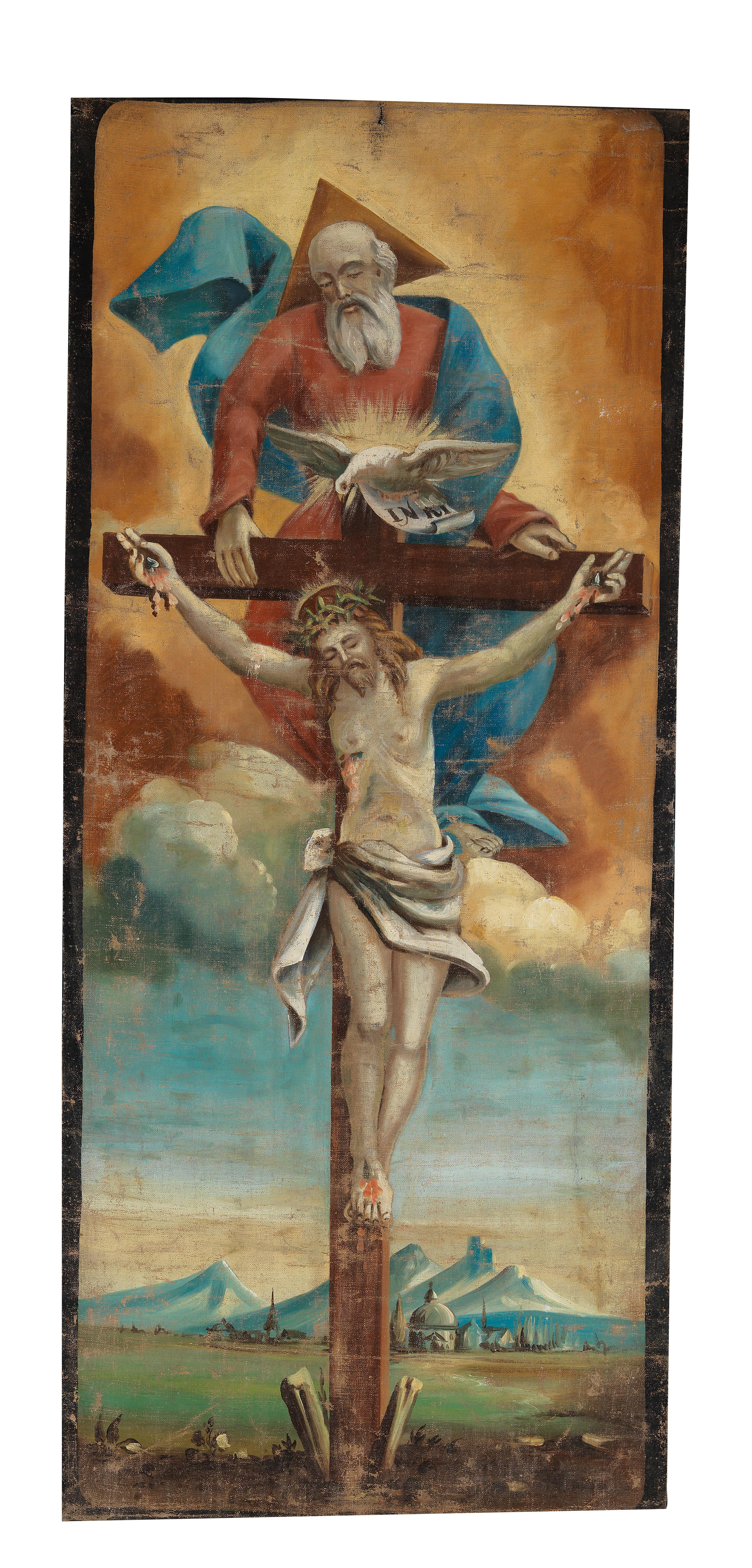
Pneumatologie in der abendländischen Ikonographie: Das Dreieck-Symbol im oberen Bildfeld signalisiert, dass die christliche Trinität thematisiert wird. Gott, der Heilige Geist (im Symbol einer weißen Taube) findet sich hier genau in der Mitte zwischen Gott dem Vater und Gott dem Sohn, der als Christus am Kreuz leidet. Die Abbildung zeigt eine alpenländische Prozessionsfahne aus dem 18. Jahrhundert.

Bereits das Altrömische Glaubensbekenntnis, das Romanum, das von manchen auf die Zeit zwischen 125 und 135 nach Christus datiert wird, enthält einen ähnlichen Hinweis auf den Heiligen Geist, wenn es diesen Geist als Gegenstand des Glaubens hervorhebt:

„(Πιστεύω οὖν) καὶ εἰς τò ἅγιον πνεῦμα“

„(Ich glaube) auch an den Heiligen Geist.“

Dieses Bekenntnis ist eines der ersten überlieferten christlichen Glaubensbekenntnisse außerhalb des Neuen Testaments, aus dem sich später sowohl das Nicäno-Konstantinopolitanum als auch das Apostolische Glaubensbekenntnis entwickelt hat. Allen drei Bekenntnissen ist gemeinsam, dass in einem dritten Abschnitt der Heilige Geist thematisiert wird.
Dem Heiligen Geist ist in diesen Bekenntnissen sowohl die Kirche, als auch die Gemeinschaft der Heiligen eng zugeordnet. Dies begünstigt das Missverständnis, dass Geist genauso wie Kirche und Gemeinschaft der Heiligen auf eine gemeinsame Ebene gestellt seien. Allerdings heißt es bei der Kirche nicht „Ich glaube an …“. Das Wort an (lateinisch in, griechisch εἰς) fehlt bei der Kirche. So bemerkt Wolfhart Pannenberg nach der Analyse dieser sprachlichen Details:

„Der Christ glaubt nicht an die Kirche, so wie er an Gott in seiner dreifachen Wirklichkeit als Vater, Sohn und Geist glaubt,
aber er bekennt sich zur Kirche als dem Wirkungsfeld des Geistes Christi trotz ihrer Fehler und Mängel.“

Zwischen dem Glaubensgegenstand im Sinne des Glaubensgrund und dem Glaubensgegenstand im Sinne von Glaubensinhalt wird also unterschieden. Der Heilige Geist ist in anderer Weise Glaubensgegenstand als die Kirche.

### Das Bekenntnis zur Gottheit des Heiligen Geistes
Bereits in der Alten Kirche kam es zu Auseinandersetzungen bei dem Versuch einer Klärung, in welchem Verhältnis der Heilige Geist zu Gott, dem Vater und zu Jesus Christus steht. Die Pneumatomachen bestritten im vierten Jahrhundert die Gottheit des Heiligen Geistes. Es entzündete sich darüber der Filioque-Streit.
Auf dem Ersten Konzil von Konstantinopel, das im Jahre 381 einberufen wurde, setzte sich in der Kirche die Richtung durch, die für ein ausdrückliches Bekenntnis zur Gottheit des Heiligen Geistes eintrat. Der dritte Artikel des nicaenischen Glaubensbekenntnisses wurde in der lateinischen Fassung durch die Einfügung von „und dem Sohne“ ergänzt:

„... an den Heiligen Geist, den Herrn und Lebensspender,
der aus dem Vater und dem Sohne hervorgeht
und mit dem Vater und mit dem Sohn zugleich angebetet und mitverherrlicht wird,
der durch die Propheten gesprochen hat.“

Hier wird der Heilige Geist auch als spiritus vivificans beschrieben, als Lebensspender, als Lebendigmacher, der „ein die Schöpfung belebender Geist ist“.
Norbert Scholl deutet die Zeit nach dem Konzil als eine Phase der theologischen Spekulationen:

„Die folgenden Jahrhunderte sind im Hinblick auf die Rede vom Geist Gottes dadurch gekennzeichnet, dass – ähnlich wie in der Christologie – mehr und mehr die Spektuation über das ‚Wesen‘ des Geistes in den Vordergrund trat und immer weniger von den Erfahrungen seines Heilswirkens, von seiner Befähigung zu großen Taten und zu mutigem Einsatz gesprochen wurde. Die Frage lautete nicht mehr: Wo wirkt der Geist und wie erfahre ich ihn?, sondern: Wer ist der Geist und in welchem Verhältnis steht er zu Gott, dem Vater, und zu Jesus, dem Sohn, dem Christus?“

## Pneumatologie im Verständnis der Reformation
Die Reformation im 16. Jahrhundert knüpft in der Pneumatologie erst einmal an den Bekenntnissen der Alten Kirche an, schreibt dem Heiligen Geist dann aber spezifische Wirkungen im Blick auf die Glaubensentstehung und -weckung zu.

### Confessio Augustana
In der Confessio Augustana (1530) wird in Artikel I (Von Gott) zunächst am trinitarischen Gottesbild entsprechend den altkirchlichen Bekenntnissen, und damit am Verständnis des Heiligen Geistes im traditionellen Sinn, festgehalten:

„... dass ein einziges göttliches Wesen sei,
das Gott genannt wird und wahrhaftig Gott ist,
und dass doch drei Personen in diesem einen göttlichen Wesen sind,
alle drei gleich mächtig, gleich ewig:
Gott Vater, Gott Sohn, Gott Heiliger Geist.
Alle drei sind ein göttliches Wesen,
ewig, unteilbar, unendlich,
von unermeßlicher Macht, Weisheit und Güte,
ein Schöpfer und Erhalter aller sichtbaren und unsichtbaren Dinge.“

Die Reformation hält also an der Göttlichkeit des Heiligen Geistes grundsätzlich fest. Prädikationen, die über Gott, den Vater, ausgesagt werden, gelten in gleicher und ungeminderter Weise auch für Gott, den Heiligen Geist. Damit bewegt sich die Reformation in der tradierten Trinitätstheologie und sucht bewusst den Anschluss an die Lehrentscheidungen der Alten Kirche und deren große Ökumenische Konzilien.
In Artikel V. (Vom Predigtamt) der Confessio Augustana wird die glaubenswirkende Kraft des Heiligen Geistes beschrieben, der in aller Freiheit, „wo und wann er will“, den Glauben stiftet:

„Solchen Glauben zu erlangen, hat Gott das Predigtamt eingesetzt, Evangelium und Sakramente gegeben.
Durch diese Mittel gibt er den Heiligen Geist, welcher den Glauben, wo und wann er will, in denen wirket, die das Evangelium hören.“

### Martin Luther
Martin Luther weist dem Heiligen Geist in seinem Kleinen Katechismus (1529) ebenfalls die Aufgabe der Glaubensvermittlung zu:

„Ich glaube, dass ich nicht aus eigener Vernunft noch Kraft an Jesus Christus, meinen Herrn, glauben oder zu ihm kommen kann;
sondern der Heilige Geist hat mich durch das Evangelium berufen, mit seinen Gaben erleuchtet, im rechten Glauben geheiligt und erhalten,
gleich wie er die ganze Christenheit auf Erden beruft, sammelt, erleuchtet, heiligt, und bei Jesus Christus erhält.“

Der Glaube ist somit weder die Sache eigener Entschlussfähigkeit noch das Ergebnis eigener denkerischer Bemühung. Der Glaube ist nicht in die Verfügbarkeit des Menschen gestellt. Vielmehr sieht die reformatorische Theologie im Glauben-Können und im Lieben-Können den Heiligen Geist am Werk. Zugleich konstituiert der Heilige Geist die Gemeinde und Kirche, indem er die „Christenheit … beruft, sammelt und erleuchtet“.

### Heidelberger Katechismus
Der Heidelberger Katechismus (1563) als komprimierter Ausdruck reformierter Theologie und zugleich der am weitesten verbreitete Katechismus der reformierten Kirche behandelt den Heiligen Geist explizit in der Frage 53:

„Was glaubst du vom Heiligen Geist?

Erstens:
Der Heilige Geist ist gleich ewiger Gott mit dem Vater und dem Sohn.
Zweitens:
Er ist auch mir gegeben und gibt mir durch wahren Glauben Anteil an Christus und allen seinen Wohltaten.
Er tröstet mich und wird bei mir bleiben in Ewigkeit.“

Auch hier wird die Göttlichkeit des Heiligen Geistes festgestellt und auch hier ist der Geist ausdrücklich Bestandteil eines trinitarischen Gottesbildes. Der Heilige Geist vermittelt die Wohltaten, die von Christus den Menschen zuteilwerden. Der biblische Gedanke des Trostes kommt hinzu; der Heilige Geist trägt in die Erfahrung der Zeitlichkeit die göttliche Perspektive der Ewigkeit.

## Pneumatologie in der Fundamentaltheologie und in der Systematischen Theologie

### Katholische Theologie
Nach katholischem Verständnis ist die Ekklesiologie auf die Pneumatologie verwiesen. Daher ist in der klassischen Gestalt der katholischen Dogmatik die Pneumatologie als eigenes Traktat traditionell nicht weiter ausgeführt worden. Allerdings ist der Heilige Geist für die Darstellung der Gotteslehre und der Trinitätslehre – schon von den altkirchlichen Bekenntnissen her – unabdingbar. Auch werden die Gaben des Heiligen Geistes gelehrt.
Für Hans Küng darf sich in der Pneumatologie der Geist Gottes nicht verselbstständigen:

„Auf keinen Fall … darf der Heilige Geist als ein Drittes, als ein Ding zwischen Gott und den Menschen verstanden werden.
Nein, mit Geist ist die persönliche Nähe Gottes selber zu den Menschen gemeint, so wenig abzutrennen von Gott wie der Sonnenstrahl von der Sonne.“

### Evangelische Theologie
Die Lehre vom Heiligen Geist (Pneumatologie) ist wichtiger Teil der christlichen Glaubenslehre (Dogmatik). Diese Lehre wird oft, ausgehend vom dritten Artikel des Apostolischen Glaubensbekenntnisses (Credo), ausformuliert und entfaltet. Die Lehre vom Heiligen Geist „gehört zu den zentralen Themen der Dogmatik“.
Allerdings ist nach Wolfhart Pannenberg „die Rede vom Heiligen Geist für die Gegenwart in besonderem Maße unverständlich geworden“, mit der Folge, dass man Pneumatologie „auf sich beruhen lässt“. Auch Horst Georg Pöhlmann konstatiert eine „Vernachlässigung der Pneumatologie im Luthertum“. Der Heilige Geist ist heute weithin der unbekannte Gott. Die Pneumatologie scheint „in die Freikirchen und Sekten ausgewandert zu sein“. Ähnlich stellt Wilfried Härle fest, dass die Pneumatologie „für die meisten (westlichen) Christen, sofern sie nicht einer Pfingstkirche angehören oder der charismatischen Bewegung nahestehen, eher am Rande als im Zentrum ihres Interesses“ liegt.

#### Einordnung in die Dogmatik im 20. und 21. Jahrhundert
Die Einordnung der Pneumatologie in den Kanon der christlichen Dogmatik und ins Ganze der Systematischen Theologie geschieht in den Entwürfen nicht einheitlich. Es lassen sich grundsätzlich auch mehrere Modelle und Orte ausmachen. Freilich werden dennoch pneumatologische Schwerpunkte erkennbar.

##### Pneumatologie als Teil der Gotteslehre
Pneumatologie gehört damit an den Anfang der Dogmatik und wird innerhalb der Gotteslehre behandelt. Speziell im Blick auf die Dreieinigkeit Gottes, in der Trinitätslehre, ist von der Göttlichkeit des Geistes zu reden und gleichzeitig von der dritten Person der Trinität. Diese Stellung kommt der Pneumatologie schon von Seiten der Alten Kirche und ihren klassischen Bekenntnissen zu.

##### Pneumatologie in der Schöpfungslehre
Der Heilige Geist wird im Nicäno-Konstantinopolitanum als eine lebendigmachende, lebensstiftende Kraft beschrieben, als „Dominum et vivificantem“, als der Geist, der „Herr ist und lebendig macht“. Das hebt mit der Schöpfung an, führt an Pfingsten aber auch zur Erschaffung von Kirche und zur Ermöglichung der christlichen Gemeinde. Meist wird darauf verwiesen, dass der Geist bei Erschaffung der Welt als schöpferische Kraft Gottes präsent war: „der Geist Gottes schwebte auf dem Wasser“ (Lutherübersetzung 1545) und „über dem Wasser“ (Lutherübersetzung 2017; Genesis 1,2 ).

##### Pneumatologie als Oberbegriff für alle im dritten Artikel genannten Glaubensgegenstände
Pneumatologie kann als Oberbegriff für Soteriologie, Ekklesiologie und Eschatologie verwendet werden. Diese übergeordnete Stellung im Sinne eines Oberbegriffs leitet sich unter anderem vom dritten Artikel des Apostolischen Glaubensbekenntnisses ab und lässt sich dann bis hinein in die systematischen Entwürfe von Eberhard Jüngel und anderer beobachten.
Ob allerdings die Aussageglieder Auferstehung und ewiges Leben als Werk des Heiligen Geistes gesehen werden sollen, oder aber „bloß anhangsweise als abschließende Glaubensaussagen dem dritten Artikel hinzugefügt worden sind, das zu entscheiden ist eine Spezialfrage der Symbolgeschichte“, meint Gerhard Ebeling.

##### Pneumatologie als Teil der Soteriologie
Pneumatologie kann aber auch der Gnadenlehre unter- bzw. eingeordnet werden. Dies wiederum lässt sich bei Horst Georg Pöhlmann beobachten. Diese Behandlung der Pneumatologie hat ihre Wurzeln in der abendländischen Scholastik. Die Pneumatologie tritt dort vor allem in der Gestalt der Gnadenlehre auf und beschreibt im Rahmen einer differenzierten Psychologie die innermenschlichen Wirkungen der göttlichen Gnade als sogenannte theologische Tugenden.

##### Pneumatologie contra Christologie
Horst Georg Pöhlmann warnt davor, die Pneumatologie gegen die Christologie auszuspielen, bzw. einen Gegensatz zwischen Christozentrik und Pneumatozentrik zu konstruieren. Dieses wird unmöglich, wenn man bedenkt, dass im Neuen Testament der Heilige Geist mit Christus identifiziert wird. „Der Herr ist der Geist“, heißt es 2. Korinther 3, 17. Der Heilige Geist ist der Christus praesens, der gegenwärtige, der anwesende Christus.
In diesem Zusammenhang sind die Aussagen der Abschiedsrede Jesu an seine Jünger im Johannesevangelium wichtig (Johannes 14-17). Die Gaben des Geistes (1. Korinther 12) spielen in der Glaubenspraxis von Pfingstkirchen und charismatischen Gemeinschaften eine herausragende Rolle. „Es gehört zur Unverfügbarkeit des Geistes, dass sein Wirken nicht in der Welt und Geschichte abzulesen ist, sondern dass er einzig und allein in der Christusoffenbarung sich vermittelt“. „Das Heil wird dem einzelnen durch den Heiligen Geist sola gratia, sola fide, solo Christo zugeeignet“.

#### Der Heilige Geist als Geist der Freiheit und als Geist Jesu Christi
Karl Barths Pneumatologie ist christozentrisch gekennzeichnet. Zugleich geht es Karl Barth um die Entsprechung von Geist und Freiheit:

„Wo der Geist des Herrn ist, da ist Freiheit. Will man das Geheimnis des Heiligen Geistes umschreiben, so wählt man am besten diesen Begriff.
Den Geist empfangen, den Geist haben, im Geist leben, das heißt befreit sein und in der Freiheit leben dürfen. … Der Heilige Geist ist der Geist Jesu Christi. …
Es geht in der Ausgießung des Heiligen Geistes an Pfingsten um eine Bewegung – pneuma heißt Wind – von Christus zum Menschen hin.“

#### Theologie des Geistes als Reaktion auf Christozentrismus

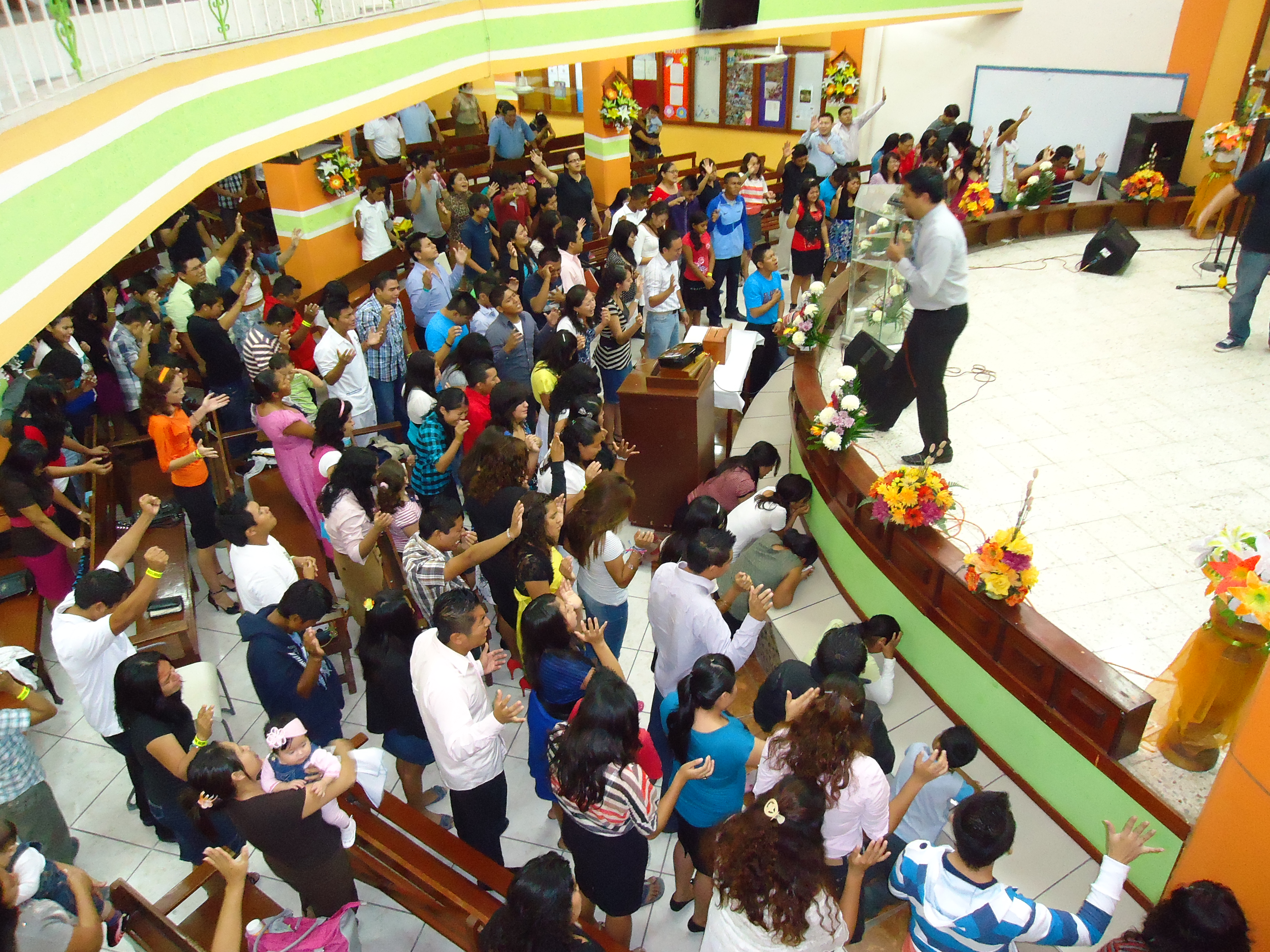
Starke Wirkungen des Heiligen Geistes werden in den Gottesdiensten von Pfingstkirchen erlebbar: Ekstase, Glossolalie, Exorzismus, Geistheilung und Prophetie sind Phänomene, die dort auf die göttliche Dynamik des Heiligen Geistes zurückgeführt werden. Diese aus gegenwärtiger europäischer Sicht außergewöhnlichen Geisteswirkungen gehören sowohl in der Urkirche als auch in heutigen Pfingstgemeinden zum üblichen Erfahrungsrepertoire.

Der reformierte Schweizer Theologe Emil Brunner konstatiert 1951, dass der Heilige Geist „immer mehr oder weniger ein Stiefkind der Theologie und die Dynamik des Geistes ein Schreckgespenst für die Theologen“ gewesen sei.
Nach Otto Alexander Dilschneider leidet die christliche Theologie an einer „akuten Geistvergessenheit“. Die Theologie ist seit „Jahrhunderten einer christozentrischen Theologie des zweiten Artikels so verhaftet“, dass darüber „das Pfingstereignis als Heilsfaktum in Vergessenheit“ geraten ist. So plädiert Dilschneider für eine Theologie des Geistes.

#### Heiliger Geist als Geist des Lebens
Jürgen Moltmanns Pneumatologie versteht sich als „eine Einladung zur Öffnung für die Erfahrungen des lebendig-machenden Geistes und zur Bejahung des Lebens, zur Überwindung der Bedrohungen des Lebens und zur Wiedergeburt.“ Moltmann bemüht sich darin unter anderem, die „Alternative zwischen der göttlichen Offenbarung und der menschlichen Erfahrung des Heiligen Geistes“ zu überwinden. Den Heiligen Geist versteht er programmatisch als Geist des Lebens.

## Pneumatologie im Spiritismus
Im Spiritualismus geht es um die Frage nach der Realität der Geisterwelt. So verwendete Baron Johann Ludwig von Güldenstubbe (1817–1873) den Begriff im Rahmen seiner Nekromantie in seinem Werk Positive Pneumatologie. 194 Totenbriefe aus allen Zeiten und in den verschiedensten Sprachen.

## Pneumatologie in der Medizin
Jean N. Demarquay führte den Begriff 1867 in die Medizin als Sammelbegriff für die Untersuchungen über Gase ein.

### Alte Kirche
- Wolf-Dieter Hauschild, Volker Henning Drecoll: Pneumatologie in der Alten Kirche. Peter Lang, Bern u. a. 2004.

### Römisch-katholische Darstellungen
- Walter Kasper: Gegenwart des Geistes. Aspekte der Pneumatologie, Freiburg 1979.
- Christian Schütz: Einführung in die Pneumatologie, Darmstadt 1985.
- Bernd Jochen Hilberath: Pneumatologie. In: Theodor Schneider (Hrsg.): Handbuch der Dogmatik. Bd. 1: Prolegomena, Gotteslehre, Schöpfungslehre, Christologie, Pneumatologie. Düsseldorf 1992 (und weitere Ausgaben), S. 445–552.
- Gerhard Ludwig Müller: Der Heilige Geist. Pneumatologie, Graz 1993.
- Bernd Jochen Hilberath: Pneumatologie, Düsseldorf 1994.
- Wolfgang Beinert: Glaubenszugänge. Bd. 3. Pneumatologie – Die Lehre vom Heiligen Geist, Paderborn 1995.
- Josef Freitag: Geist-Vergessen – Geist-Erinnern. Vladimir Losskys Pneumatologie als Herausforderung westlicher Theologie, Würzburg 1995.
- Michael Böhnke: Kirche in der Glaubenskrise. Eine pneumatologische Skizze zur Ekklesiologie und zugleich eine theologische Grundlegung des Kirchenrechts. Freiburg 2013.
- Michael Böhnke: Gottes Geist im Handeln der Menschen. Praktische Pneumatologie, Freiburg/Basel/Wien 2017.
- Michael Böhnke: Geistbewegte Gottesrede. Pneumatologische Zugänge zur Trinität. Herder, Freiburg/Basel/Wien 2021.

### Evangelische Darstellungen
- Klauspeter Blaser: Vorstoß zur Pneumatologie, 1977
- Hansjörg Kägi: Der Heilige Geist in charismatischer Erfahrung und theologischer Reflexion. Ein Beitrag zur Pneumatologie. 1989.
- Hong-Hsin Lin: Die Person des Heiligen Geistes als Thema der Pneumatologie in der reformierten Theologie. 1990; 1998.
- Jürgen Moltmann: Der Geist des Lebens: Eine ganzheitliche Pneumatologie. Gütersloh 1991, Wiederauflage 2016, ISBN 978-3-579-08228-8.
- Michael Welker: Gottes Geist, Theologie des Heiligen Geistes. Neukirchen-Vluyn 1992; 6. Auflage 2015, ISBN 978-3-7887-1403-1.
- Christian Henning: Die evangelische Lehre vom Heiligen Geist und seiner Person. Studien zur Architektur protestantischer Pneumatologie im 20. Jahrhundert. Kaiser/Gütersloher Verlagshaus, Gütersloh 2000, ISBN 3-579-02639-9.
- Heinrich Christian Rust: Geist Gottes – Quelle des Lebens. Grundlagen einer missionalen Pneumatologie. Neufeld Verlag, Schwarzenfeld 2013. ISBN 978-3-86256-032-5.

### Ökumenische Darstellungen
- Daniel Munteanu: Der tröstende Geist der Liebe. Zu einer ökumenischen Lehre vom Heiligen Geist über die trinitarischen Theologien J. Moltmanns und D. Staniloaes. Neukirchen-Vluyn 2003